# Elecciones parlamentarias de Cuba de 1998
Las elecciones legislativas indirectas en Cuba de 1998 se realizaron el domingo 11 de enero, en conjunto con las elecciones para las catorce Asambleas Provinciales. La Comisión de Candidaturas Nacional presentó una lista única de 601 candidatos para 601 escaños.
La participación del electorado alcanzó el 98,35%.

## Resultados
| Partido             | Votos     | %     | Escaños |
| ------------------- | --------- | ----- | ------- |
| Votos positivos     | 7.533.222 | 94,98 | 601     |
| Votos nulos/blancos | 398.007   | 5,02  | -       |
| Total               | 7,931,229 | 100   | 601     |

## Distribución de escaños
| Tipo de representante       | Escaños |
| --------------------------- | ------- |
| Representantes locales      | 278     |
| Representantes provinciales | 185     |
| Representantes nacionales   | 138     |